# Lucy Flower
Lucy Louisa Coues Flower (10 de mayo de 1837 - 27 de abril de 1921) fue una activista estadounidense por los derechos de los niños a finales del siglo XIX y principios del XX.

## Biografía
Lucy Louisa Coues nació el 10 de mayo de 1837 en Boston, Massachusetts. Fue adoptada por Charlotte Haven Ladd y Samuel Elliott Coues. Creció en Portsmouth, New Hampshire, y asistió al Packer Collegiate Institute de 1856 a 1857. Luego trabajó para la Oficina de Patentes de los Estados Unidos en Washington antes de mudarse a Madison, Wisconsin. Dirigió una escuela privada allí y enseñó en la escuela secundaria desde 1862 hasta 1863. Se casó con el abogado James M. Flower el 4 de septiembre de 1862. Tuvieron tres hijos y se mudaron a Chicago en 1873.
Flower fue presidenta del Club de Mujeres de Chicago. Ella fue la principal contribuyente en la creación del tribunal de menores, junto con otros como Julia Lathrop y Jane Addams. La creación del tribunal de menores no fue el único logro de Flower; también destacó en la creación de la Escuela de Capacitación de Illinois para enfermeras, la fundación de la Escuela John Worthy y desempeñó muchos papeles importantes en el Sistema Escolar de Chicago.
Flower estaba muy interesada en ayudar a los menores, lo que la llevó a su creación fundamental: el tribunal de menores, fundado el 1 de julio de 1899 en el condado de Cook, Illinois. Antes de que existiera el tribunal de menores, niños de hasta siete años eran enviados a cárceles con delincuentes adultos. En 1898, hubo 508 delitos cometidos por niños menores de 10 años y 15.161 cometidos por niños de entre 10 y 20 años. En 1899, cuando se estableció el tribunal, la tasa de criminalidad disminuyó entre los niños.
En 1911, la escuela secundaria técnica para niñas Lucy Flower abrió en el lado sur de Chicago (la escuela luego se mudó al lado oeste) como la primera escuela de inscripción abierta para niñas de la ciudad.
Flower murió de una hemorragia cerebral el 27 de abril de 1921 en Coronado, California. Lucy Flower Playlot Park de Chicago pasó a llamarse en su honor en 2005 (anteriormente People's Park).

## Otras lecturas
- "Flor de Lucy Louisa Coues". Enciclopedia Británica